# Jaromír Vogel
Jaromír Vogel (5. listopadu 1943 Praha – 2. června 2022) byl český multižánrový hudební skladatel a hudebník.

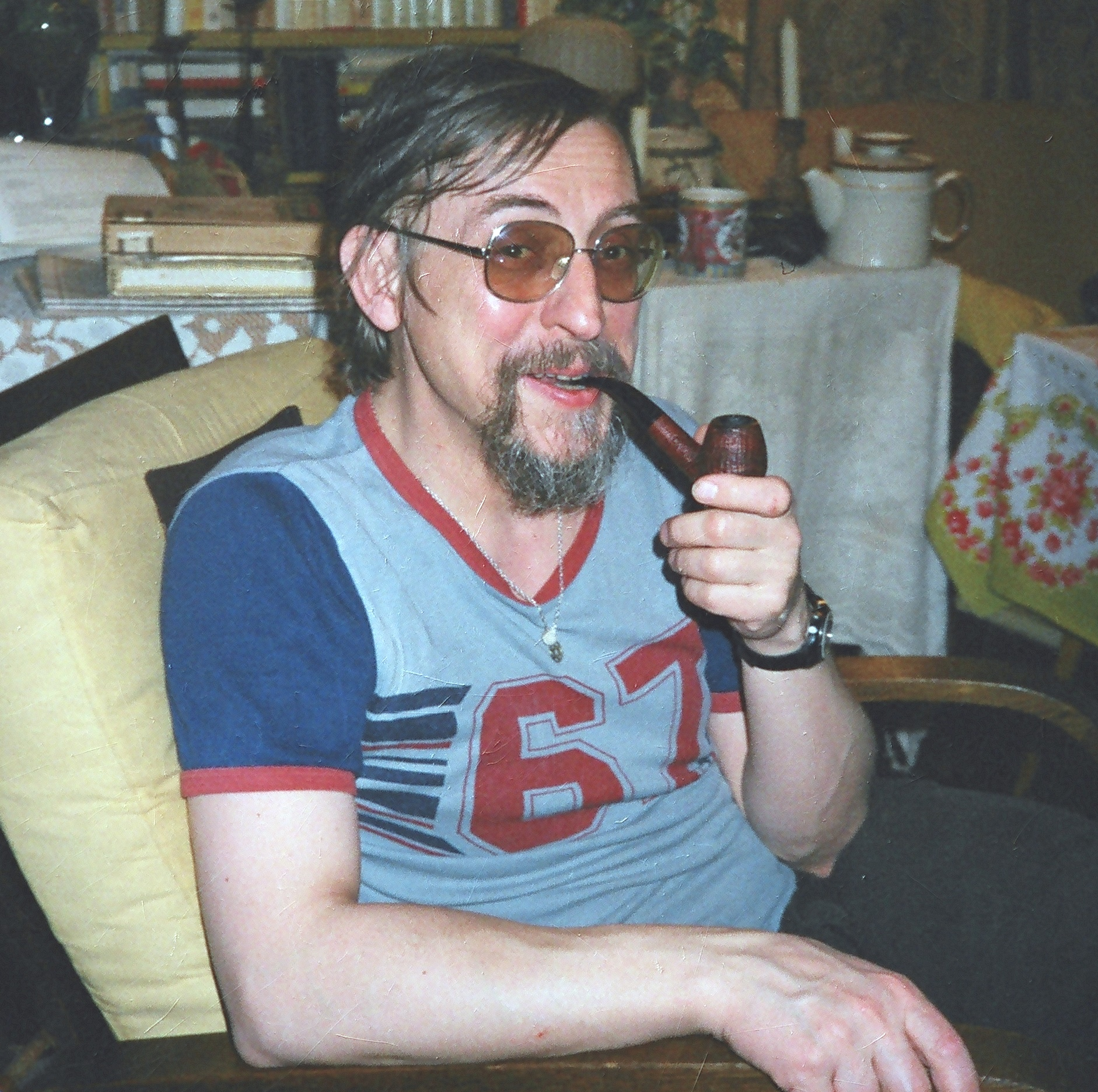
ve svém vršovickém bytě

## Život

### Původ a mládí
Narodil se 5.11.1943 v pražských Vršovicích do středostavovské rodiny jako syn bankovního úředníka a amatérského muzikanta. Když v jeho 5 letech jeho otec nečekaně zemřel, snažila se rodina podporovat jeho zděděný talent. 
Kvůli třídnímu původu mu nebylo umožněno studovat konzervatoř, nastoupil tedy do učiliště METRA, kde se seznámil s budoucím režisérem Josefem Kroftou, s kterým založili amatérské divadlo Frmol. Zde začínal se svými 1. skladatelskými pokusy a v divadelní kapele přijal roli kontrabasisty.
1965 složil kvalifikační zkoušky v umělecké agentuře Toncentrum Praha. Hudební kariéru začínal jako bigbítový zpěvák a hráč na kontrabas a baskytaru se svými kapelami “Heaven’s Angels“ a „Faraon“. 
1966 - 1971 studoval na Lidové konzervatoři v Praze (dnešní Konzervatoř Jaroslava Ježka), obor skladba a dirigování, teoretické znalosti harmonie ve třídě prof. Zdeňka Zahradníka a hudební formy pod vedením prof. Čeňka Staška, soukromé hodiny hudební teorie u prof. Jana Zdeňka Bartoše.
Po absolvování lidové konzervatoře složil kvalifikační zkoušky u Pražského kulturního střediska v oboru zpěvák, baskytarista, pianista a vedoucí orchestru. O rok později pak tu samou zkoušku úspěšně vykonal před porotou Středočeského krajského kulturního střediska.

## Rodina
Za svůj život byl 4x ženatý, z 1. a 3. manželství měl 3 dcery. S výtvarnicí Evou Vogelovou dcery Markétu a Kateřinu, s třetí manželkou Juditou Vogelovou dceru Sáru. Jeho druhá manželka Drahomíra Vogelová zpívala ve sboru jeho orchestru Ala Bohemica a se svou poslední čtvrtou manželkou Blankou Vogelovou uskutečnili 10 ročníků festivalu židovské hudby MAŽIF. Na každém ročníku zazněla premiéra jeho nové symfonie. 

## Činnost
Jako skladatel se v průběhu svého života věnoval populární, divadelní, filmové, muzikálové a vážně hudbě. Část jeho díla byla výrazně ovlivněna židovskou kulturou. Složil hudbu k řadě filmů, televizních inscenací, pohádek, divadelních her a muzikálů.
60. - 70. letech komponuje řadu populárních a dětských písní, které byly nahrány ve studiu Československé televize ve spolupráci např. s Ondřejem Suchým a Jitkou Molavcovou nebo se zpěvačkou Janou Robbovou. Zazněly v televizních pořadech Studio Kamarád, Vlaštovka, Televizní klub mladých a Hrajeme si pro potěšení.
1975 okouzlen renesanční hudbou založil poloamatérský orchestr Ala Bohemica (60 hráčů a malý 15členný pěvecký sbor) v němž se vystřídala řada stážistů - hudebníků a dirigentů z Pražské konzervatoře. 
Od 80. let se věnoval převážně filmové a divadelní hudbě. Mezi nejúspěšnější filmové spolupráce patří televizní pohádka režisére Aleše V. Horala Anička s lískovými oříšky a film Dušana Kleina Píseň o lítosti. Na scénické hudbě spolupracoval s divadly Rokoko, Minor, divadlem Jaroslava Průchy na Kladně, divadelním spolkem Bozděch, Klicperovým divadlem v Hradci Králové a se Slezským divadlem Opava. 
1988 mu byla udělena cena Výboru sekce pro tvůrčí činnost v oblasti divadla a rozhlasu českého literárního fondu za hudbu k Sofoklově antické tragédii Antigona zkomponované pro kladenské divadlo Jaroslava Průchy v režii Karla Brožka.
1990 obdržel osobní poděkování a požehnání od papeže Jana Pavla II. za Pontifikální preambulum, které mu věnoval při jeho návštěvě Prahy.
Od r. 1992 spolupracoval s kulturním odd. Pražské židovské obce, v jejíchž prostorách založil společně s Pavlou Jahodovou Vondráčkovou a svou dcerou Kateřinou skupinu Šarbilach, která se pak postupem let rozrostla na mnohočlenný orchestr.
1994 byl přizván Tomášem Töpferem ke spolupráci na divadelní představení Romeo a Julie, uváděného na nádvoří Starého purkrabství Pražského hradu v rámci prvního ročníku Shakespearovských slavností. Premiéra proběhla 8. července 1994, obnovená premiéra pak 25. června 1995. V hlavních rolích vystupovali Tereza Brodská a Radek Holub. Hudbu, kterou na představeních živě hrál jeho orchestr Šarbilach, zkomponoval na slova Williama Shakespeara v překladu Josefa Topola.
Další spolupráce s T. Töpferem byla na inscenaci Theatrum passionale aneb Zrcadlo umučení Pána Ježíše, uváděné v prostorách baziliky sv. Jiří na Pražském hradě. 
Po sametové revoluci krátce působil jako hudební pedagog na DAMU. V tomto období vznikla hudební spolupráce se zahraniční studentkou DAMU Agnes Kiszely na loutkovém provedení Andersonovy Sněhové královny.
V roce 2001 byl za svou tvorbu vyznamenán Diplomem Franze Kafky, který mu udělil Evropský kruh Franze Kafky v Praze a Cenou Gustava Mahlera od Evropské unie umění. V roce 2002 obdržel Světovou cenu Antonína Dvořáka udělenou Masarykovou akademií umění, v roce 2006 cenu Euro Pragensis Ars. V roce 2006 se ve Smetanově síni pražského Obecního domu uskutečnila světová premiéra díla Missa Ecumenica.
Zemřel 2. června 2022 v nemocnici na pražských Vinohradech. 

## Tvorba

### Diskografie
Hudba vydaná na CD:
- Myslím-li na Vás
- Romeo a Julie (hudba k divadelnímu představení)
- Jewish Melodies– Selected Sound
- Jewish Style Melodies: Traditional Folk
- The Best of Jaromír Vogel
- Věnováno Shakespearovi
- Písničky pro děti
- Jewish Melodies I-V (Aranže aškenázských lidových písní)
- Baruch Hashem I-IV (židovské písně)
- Gaertner's Symphony
- Missa Ecumenica
- Yad Vashem
- Hlupák Gimpl

V prodeji na Supraphononline:
- Anička s lískovými oříšky (hudba k filmové pohádce)
- Inspirenes
- Homage to Shakespeare
- Vůz paní Thálie
- Jak se vám líbí, královno Mab
- Písničky
- Pozdrav swingu
- Královna Koloběžka I.
- Orchestrálky pro ptačí holky
- Orchestrálky pro ptáčata
- Pocta detektivkám
- Sešli se (různí interpereti)
- Din Torah – The Melodies in the Jewish Spirit
- L ́Chaim – The Melodies in the Jewish Spirit
- Matana – The Melodies in the Jewish Spirit
- Mazl Tov – The Melodies in the Jewish Spirit
- Biblické písně
- Šarbilach

### Scénická hudba
Hudba k divadelním představením:
| rok  | Název                                                | Režie                    |
| 2021 | Vizionář Jindřich Waldes                             | Olga Strusková           |
| 2019 | Skrytý velikán                                       | Olga Strusková           |
| 2018 | Svět naruby                                          | Olga Strusková           |
| 2016 | Z deníku hraběnky M.                                 | Olga Strusková           |
| 2014 | Mitsu                                                | Olga Strusková           |
| 2014 | Odkaz Berty Suttnerové-Kinské                        | Olga Strusková           |
| 2014 | Královna Koloběžka I.                                | Miroslav Kantek          |
| 2011 | Umění milovat život                                  | Olga Strusková           |
| 2007 | Za těma očima je dítě                                | Olga Strusková           |
| 2006 | Modche a Rezi                                        | Boro Radojčič            |
| 2005 | Šimon                                                | Olga Strusková           |
| 2005 | Všechny ženy (by) vraždily                           | Miroslav Kantek          |
| 2004 | Krysař                                               | Miroslav Kantek          |
| 2003 | Kocour v botách                                      | Jiří Knot                |
| 2003 | Bílé noci                                            | Václav Pech, Pavel Stoll |
| 2002 | Golem                                                | Josef Schneider          |
| 2002 | Šumař na svatbě                                      | Karel Brožek             |
| 2002 | Oidipus vladař                                       | Eva Pašková              |
| 1999 | Hlupák Gimpl                                         | Karel Brožek             |
| 1998 | Radůz a Mahulena                                     | Radka Tesárková          |
| 1998 | Tanec s čertem                                       | Josef Frank              |
| 1997 | Rudolf II. a rabi Löw                                | Karel Brožek             |
| 1997 | Nechaj si tu nevěstu pane Posiles                    | Jitka Němcová            |
| 1997 | Ukradený měsíc                                       | Vida Neuwirthová         |
| 1997 | Asagao                                               | Todor Ristič             |
| 1997 | V očích hledej duši                                  | Olga Strusková           |
| 1996 | Sentimentální vychova                                | Boro Radojčič            |
| 1996 | Esther                                               | Olga Strusková           |
| 1996 | Šarbilach                                            | Boro Radojčič            |
| 1996 | Zlatovláska                                          | Josef Frank              |
| 1996 | Princ Hajaja                                         | Drahomír Ožana           |
| 1996 | S tvojí dcerou ne                                    | Jaromír Staněk           |
| 1995 | Theatrum Passionale aneb Zrcadlo umučení Páně Ježíše | Tomáš Töpfer             |
| 1995 | Šumař na svatbě                                      | Karel Brožek             |
| 1995 | Muži v ofsajdu                                       | Miroslav Kantek          |
| 1995 | Oženit se, to je vždycky riziko                      | Miloslav Uhlíř           |
| 1994 | Tibetské lepidlo                                     | Rostislav Kuba           |
| 1994 | Romeo a Julie                                        | Tomáš Töpfer             |
| 1993 | Sněhová královna                                     | Agnes Kiszely            |
| 1993 | Veřejné oko                                          | Irena Žantovská          |
| 1990 | Zelňačka                                             | Karel Brožek             |
| 1990 | Tovje vdává dcery                                    | Karel Brožek             |
| 1990 | Pan Biedermann a žháři                               | Miloš Horanský           |
| 1989 | Šopalovičovo kočovné divadlo                         | Miloš Horanský           |
| 1988 | Jak rozezpívat princeznu                             | Miro Grisa               |
| 1988 | Antigona                                             | Karel Brožek             |
| 1986 | Hrátky s čertem                                      | Miloslav Uhlíř           |
| 1983 | P(l)es Baskervillský                                 | Dimitrij Plichta         |
| 1982 | Macbeth                                              | Pavel Stoll              |
| 1982 | Richard III.                                         | Pavel Klemens            |
| 1980 | 300 jednou ranou                                     | Miloslav Uhlíř           |
| 1980 | Dalskabáty                                           | Miloslav Uhlíř           |
| 1979 | Cínový vojáček                                       | (V)Wiliam Gräffinger     |
| 1979 | Srdce a meč                                          | Pavel Augusta, Klůna     |
| 1978 | Kupec Benátský                                       | Pavel Klemens            |
| 1978 | Hamlet                                               | František Zeman          |
| 1978 | Princ a chuďas                                       | Miloslav Uhlíř           |
| 1977 | Šípková Růženka                                      | Miloslav Uhlíř           |
| 1970 | Frankenstein a Tortikula                             | František Zeman          |
| 1965 | Tři mušketýři                                        | Květoslava Boudová       |
| 1998 | Michel Angelo (multimediální projekt)                | Jaromír Staněk           |

Hudba k filmům:
| Rok  | Celovečerní filmy                                              |                     | Režie                  |
| 1998 | Píseň o lítosti                                                | TV film             | Dušan Klein            |
| 1993 | Anička s lískovými oříšky                                      | TV film             | Aleš V. Horal          |
| 1993 | Tuzemský konzumní                                              | TV zábavný pořad    | Boro Radojčič          |
| 1985 | Slunečnice                                                     | TV film – pohádka   | Vladimír Karlík        |
| 1983 | Přezůvky Štěstěny                                              | TV film – pohádka   | Vladimír Kavčiak       |
| 1982 | Karel Hynek Mácha                                              | TV film             | Vladimír Kavčiak       |
| 1982 | A žádná ovečka nepřichází                                      | TV film             | Vladimír Kavčiak       |
| 1982 | Tak se ptám - epizoda 9 - Od sedmi do čtyř                     | TV seriál           | Jiří Adamec            |
| 1981 | Súdim ťa láskou                                                | TV film             | Vladimír Kavčiak       |
| 1979 | Jak rodí chlap 2. epizoda: Hádanka, 3. epizoda: Věrné milování | TV film – 3 povídky | Jan Ekl, Vladimír Drha |
| 1978 | O nosatom kuchárovi a nohatom drotárovi                        | TV film – pohádka   | Viliam Gräffinger      |
| 1978 | Pomarančová rozprávka                                          | TV film – pohádka   | Viliam Gräffinger      |
| 1977 | Tak teď nebreč                                                 | TV film             | Jiří Adamec            |
| 1977 | Tri šťastné čerešne                                            | TV film – pohádka   | Vladimír Kavčiak       |
| 1974 | Lekce z přítomnosti                                            | TV film             | Vladimír Kavčiak       |
| 1973 | Chvíle rozhodnutí                                              | TV film             | Vladimír Kavčiak       |

| Rok  | Dokumentární filmy                 | Režie                  |
| 2023 | Vizionář Waldes                    | Olga Strusková         |
| 2021 | Sólo pro Jaromíra Vogela           | Jiří Moravčík          |
| 2018 | Ein jüdisches Leben trotzt Hitler  | Jorge Sánchez Calderon |
| 2016 | Sedm hvězd nad Náhorním Karabachem | Martin Mahdal          |
| 2009 | Setkání s Bertou Suttnerovou       | Olga Strusková         |
| 2007 | Stopy po hvězdách                  | Olga Strusková         |
| 2006 | Holocaust seriál                   | Olga Strusková         |
| 2006 | České sklo                         | Pavel Jirásek          |
| 2005 | Cesty naděje                       | Kristina Vlachová      |
| 2000 | Přežili jsme, promiňte             | Olga Strusková         |
| 2000 | Ekokom                             | Zdeněk Burda           |
| 1996 | Schůzka s paní Pohodou             | Olga Strusková         |
| 1995 | Ralsko v roce 0 Seriál             | Petr Kotek             |
| 1995 | Vítejte do země Izrael             | Antonín Kravka         |
| 1995 | Pocta Santinimu                    | Olga Strusková         |
| 1994 | Zjizvená tvář měst                 | Petr Kotek             |
| 1993 | Semtex story                       | Petr Minařík?          |
| 1993 | Via Crucsis                        | Petr Skala             |
| 1991 | Sebeobrana pro každého             | Věra Třesohlavá        |
| 1986 | Aerobic                            | Petr Kaňka ?           |
| 1985 | České sklo                         | Petr Ruttner           |

| Rok  | Krátkometrážní filmy         |                 | Režie:                                       |
| 1995 | Tři ušáci v zimě             | Animovaný       | Jiří Plass                                   |
| 1991 | Pohádka o zasloužilém vrabci | animovaný       | Jiří Michl 1992 – Cena Filmového studia Zlín |
| 1989 | Guláš                        | studentský film | Aleš V. Horal                                |
| 1988 | Epilog                       | amatérský film  | Aleš V. Horal                                |
| 1987 | Omyl                         | animovaný       | Jiří Michl, Jiří Plass                       |
| 1978 | Žltá rozprávka               | TV film         | Viliam Gräffinger                            |

Hudba k rozhlasovým pořadům:
| Rok  | Název                     | Režie          |
| 1996 | Aucassin a Nicoletta      | Karel Weinlich |
| 1992 | O Šumínu šepotavém        | Karel Weinlich |
| 1987 | Krásných paní milování    | Josef Melč     |
| 1986 | Anežka a loutky           | Karel Weinlich |
| 1975 | Pohádka o zlaté niti      | Miloslav Uhlíř |
| 1973 | Pajdajanovo dobrodružství | Karel Weinlich |

Jako amatérský herec působil v mládí v několika amatérských divadlech malých forem a později byl nejednou angažován v malé roli i ve filmech.
Herec:
| Rok  | Film                                                           |                      | Režie                  | Role                 |
| 2021 | Sólo pro Jaromíra Vogela                                       | Životopisný dokument | Jiří Moravčík          | Sám sebe             |
| 1993 | Tuzemský konzumní                                              | TV zábavný pořad     | Boro Radojčič          |                      |
| 1989 | Někdo schází u stolu                                           | TV film              | Pavlína Moskalyková    |                      |
| 1987 | Jemné umění obrany                                             | TV film              | Jana Semschová         |                      |
| 1985 | Slavné historky zbojnické                                      | seriál               | Hynek Bočan            |                      |
| 1984 | Fešák Hubert                                                   | Komedie              | Ivo Novák              | hudebník             |
| 1983 | Jára Cimrman, ležící, spící                                    | Komedie              | Ladislav Smoljak       | člen pěveckého sboru |
| 1981 | Mozart v Praze                                                 | animovaný            | Garik Seko             |                      |
| 1979 | Jako listy jednoho stromu                                      | TV film              | Vladimír Kavčiak       |                      |
| 1979 | Jak rodí chlap 2. epizoda: Hádanka, 3. epizoda: Věrné milování | TV film – 3 povídky  | Jan Ekl, Vladimír Drha |                      |
| 1976 | Marečku, podejte mi pero!                                      | Komedie              | Oldřich Lipský         | večerní student      |
| 1973 | Trhani                                                         | TV film              | Vladimír Kavčiak       |                      |

| zvuková kazeta – mluvené slovo (90:21) analog, stereo | Pojďte s námi 1. – Praha – Královská cesta (1991) | Jiří Drejnar, Josef Sandr, Ivan Mikota, Josef Trnka, nakladatelství Consus |  |
| zvuková kazeta – mluvené slovo, analog, stereo        | Praha-Židovské město(1991)                        | Jiří Drejnar, Josef Sandr, Ivan Mikota, Josef Trnka, nakladatelství Consus |  |